# Émile Thomas
Émile Thomas (1817-1882) fue un escultor francés, profesor en la Escuela nacional superior de Bellas Artes de París.

## Datos biográficos
Émile Thomas fue profesor, entre otros muchos, de Léon Deschamps y Édouard Drouot (fr), en la Escuela nacional superior de Bellas Artes de París.
En 1846 hizo una estatua de su profesor James Pradier. Ese mismo año fue padre de una niña a la que llamaron Claire y que con los años y las enseñanzas de su padre fue la pintora y grabadora Claire Duvivier.
Entre 1864 y 1865, colaboró con el arquitecto Viollet-le-Duc, en el monumento conmemorativo erigido en memoria de Napoleón Bonaparte y sus cuatro hermanos. El proyecto fue un encargo de Napoleón III. El conjunto está formado por una estatua ecuestre de Napoleón, obra de Antoine Louis Barye; las estatuas que representan a Luis y José son obra de Jean Claude Petit, las de Lucien y Jérôme Bonaparte de Émile Thomas y Jacques Léonard Maillet respectivamente. El monumento se levanta en la plaza del general de Gaulle de Ajaccio. ·
En 1867 presentó en el Salón de París un busto de su maestro James Pradier.
Falleció el año 1882 en Neuilly-sur-Seine.

## Obras
Entre las obras más conocidas de Émile Thomas se incluyen las siguientes:
- Busto retrato del científico y político François-Vincent Raspail (fr). Obra de bronce, realizada en 1846, se conserva en la fundación raspail, 13 rue Galliéni de Cachan.[8]
- Altorrelieve de Adán y Eva expulsados del Paraíso Terrenal (del francés: Adam et Eve chassés du Paradis), tumba de las familias Thomas y Cosson; en la calle Victor Noir , antiguo cementerio de Neuilly-sur-Seine. 48°52′53″N 2°15′50″E / 48.88139, 2.26389[9]·[10]
- Busto retrato de Luis Napoleón Príncipe-Presidente de la República, yeso conservado en el ayuntamiento de Saint-Geniez-d'Olt.[11] Existe una versión de este busto en mármol.[12]·[13]

- Estatuilla de Richelieu, bronce[14] ·[15]
- Estatuilla del duque de Chartres, bronce editado por Eck et Durand[16]·[17]
- Busto de un gentilhombre, mármol (hacia 1850)[18]·[19]
- Estatuilla en bronce titulada Joven pescador napolitano con una lagartija, bronce[20]
- Busto de Jean-François Champollion. Terracota realizada antes de 1854, se conserva en el Museo del Delfinado de Grenoble.[21]